# Panellus melleo-ochraceus
Panellus melleo-ochraceus är en svampart som beskrevs av Malençon 1975. Panellus melleo-ochraceus ingår i släktet Panellus och familjen Mycenaceae.   Inga underarter finns listade i Catalogue of Life.